# Кинд, Иоганн Фридрих
Иоганн Фридрих Кинд (нем. Johann Friedrich Kind; 4 марта 1768, Лейпциг — 24 июня 1843, Дрезден) — немецкий лирик, юрист по образованию.

## Биография
Родился 4 марта 1768 года в Лейпциге, где его отец Иоганн Кристоф Кинд (1728—1793) был судьёй.
Учился в школе Святого Фомы с 1782 по 1786 год, вместе со своим одноклассником Августом Апелем. С 1786 по 1789 год изучал философию и право в Лейпцигском университете. Чтобы предотвратить нежелательный брак с возлюбленной детства, после окончания университета отец отправил его стажёром в судебную контору в Деличе.
Там он открыл частный театр и сам исполнял разные роли. Наряду с этим он работал редактором и журналистом.
В 1792 году он переехал в Дрезден, где в 1793 году был принят в коллегию адвокатов. В нашумевшем судебном процессе он успешно представлял интересы Кристофа Мартина Виланда против книжного магазина Вайдмана (Weidmannsche Buchhandlung  (англ.)). В 1793—1794 годах был опубликован двухтомный сборник его стихов и рассказов «Lenardos Schwaermereyen».
Обладая финансовой независимостью благодаря наследству отца, он в 1816 году оставил работу юриста и полностью посвятил себя литературе. Стал одним из основателей литературного и общественного объединения Dresdner Liederkreis  (нем.), в котором он в 1817 году он познакомился с Карлом Марией фон Вебером. В 1818 году герцог Саксен-Кобургский по рекомендации Вебера пожаловал Кинду звание придворного советника (нем. hofrat). Кинд написал либретто для оперы Вебера «Волшебный стрелок» и спектакля «Das Nachtlager von Granada». Генрих Маршнер (1795–1861) использовал комедию Кинда «Лесной вор» для своей одноименной комической оперы в стиле зингшпиль, премьера которой состоялась в Дрездене в 1825 году.
Стихотворения Кинда (2 изд., 1817—1825) мало оригинальны, но отличаются задушевностью, простотой и изящной формой. Менее посчастливилось ему на драматическом поприще: в его драмах («Vergeltung», «Das Schloss Aeklam», «Wilhelm der Eroberer», «Van Dyk», «Schön Ella») нет движения и характеры действующих лиц лишены индивидуальных черт.
В 1832 году он прекратил литературную деятельность. Умер в Дрездене 24 июня 1843 года и был похоронен на Троицком кладбище.

## Семья
Фридрих Кинд был женат дважды. В 1794 году, через год после смерти отца, он всё-таки женился на своей возлюбленной детства Юлиане Вильгельмине Цинк (1774—1795), которая умерла в следующем году, через несколько дней после рождения сына Вильгельма (1795—1813). В 1796 году он женился на Фридерике Иль (1780—1849), от которой имел двух дочерей: Фридерику-Мету (1798—1846) и Фридерику-Росвиту (1814—1843).